# Hura crepitans
Espèce
Classification phylogénétique
Hura crepitans, l' arbre bombardier ou le sablier , est une espèce de plantes à fleurs de la famille des Euphorbiacées.
C'est un arbre à latex vénéneux.

## Synonymes
| - Hura brasiliensis Willd. - Hura crepitans var. genuina Müll.Arg. - Hura crepitans var. membranacea Müll.Arg. - Hura crepitans var. oblongifolia Müll.Arg. - Hura crepitans var. orbicularis Müll.Arg. | - Hura crepitans var. ovata Müll.Arg. - Hura crepitans var. senegalensis (Baill.) Boiss. - Hura crepitans var. senegalensis Müll.Arg. - Hura crepitans var. strepens Müll.Arg. - Hura senegalensis Baill. - Hura strepens Willd. |

## Description
Le sablier est un grand arbre pouvant atteindre 25 à 30 m de haut. Les feuilles en forme de cœur sont vert sombre, épaisses avec un apex pointu. Les fleurs mâles forment un épi rouge sombre, les fleurs femelles sont également rouge sombre mais solitaires au bout d'un long pédoncule. 
Le fruit est une capsule en forme de potiron formé de 10 à 15 loges contenant les graines beiges. Ces graines en forme de disques sont enfermées entre deux petites valves courbées ligneuses. Elles subsistent jusqu'au début de la saison des pluies et, une fois au contact de l'eau, elles volent littéralement en éclats. Ce phénomène s'accompagne d'un bruit très particulier, d'où l'épithète crepitans définissant l'espèce. C'est ainsi que les graines sont disséminées sur de grandes distances,, dans un rayon moyen d'une trentaine de mètres, atteignant 45 mètres selon certaines sources, voire cent mètres selon d'autres, les graines, d'un diamètre de 16 mm, étant expulsées à une vitesse de l'ordre de 70 m/s soit 250 km/h.
Le tronc de cet arbre est couvert de nombreuses épines, probablement liées à l'adaptation servant à éviter que certains animaux ne puissent grimper le tronc, et donc en consommer les fruits.
Son bois est très lourd et compact, et ses racines sont assez superficielles, comme celles de la plupart des espèces intertropicales.

## Distribution géographique
Originaire des régions tropicales d'Amérique du Nord et du Sud, incluant l'Amazonie.

## Utilisation
Sa toxicité affecte les poissons, c'est pourquoi il est utilisé pour pêcher, ces derniers étant endormis par son latex. Il est utilisé pour traiter des morsures de serpent. Certains oiseaux (les perroquets par exemple) et des singes se nourrissent de ses fruits et des graines surtout quand elles sont mûres.
Les fruits doivent être consommés une fois bien cuits. Crus, ils peuvent s'avérer dangereux en raison de la présence de latex aux propriétés purgatives comme celles d'Euphorbia helioscopia.

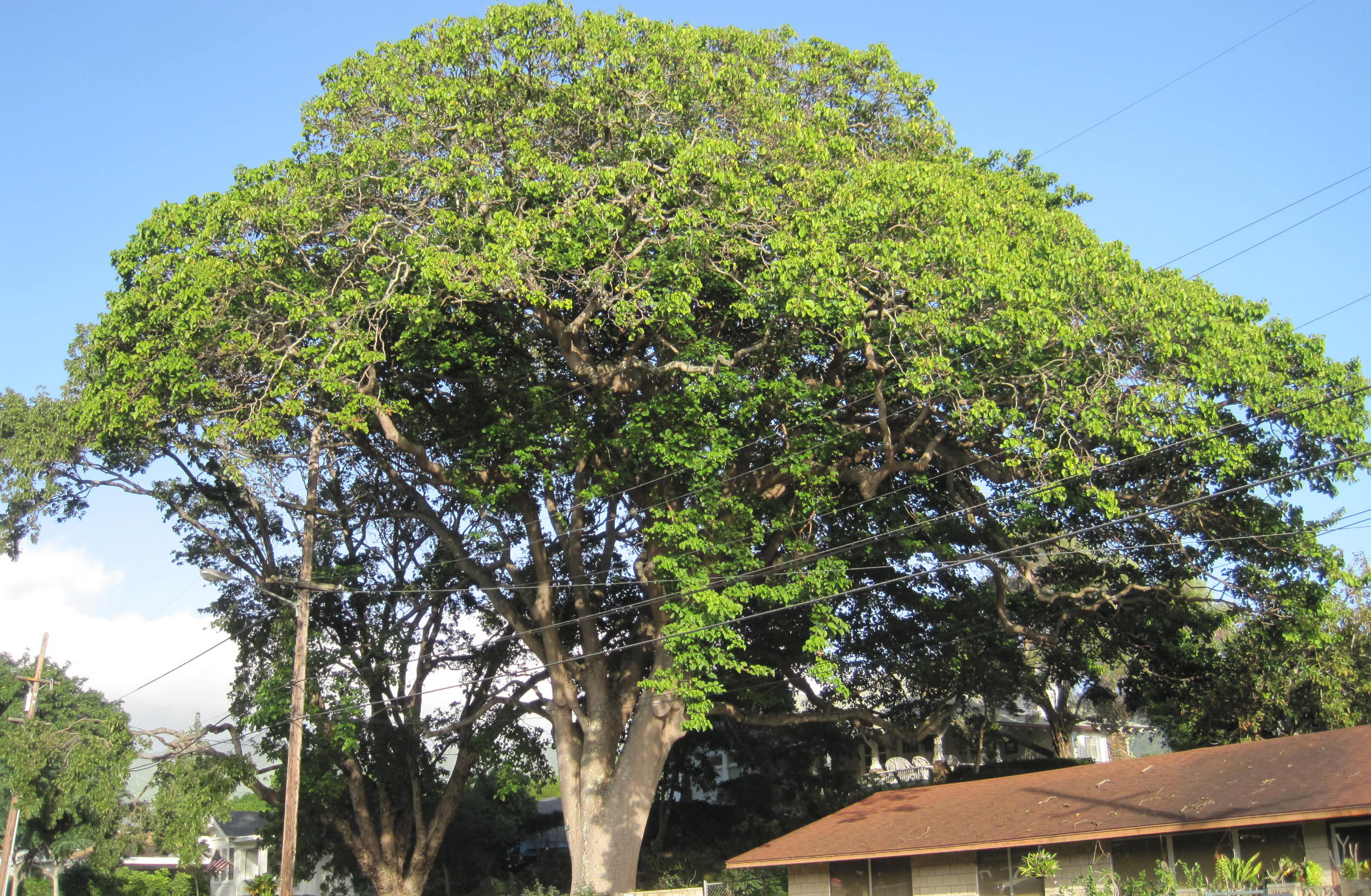
Forme générale de l'arbre.
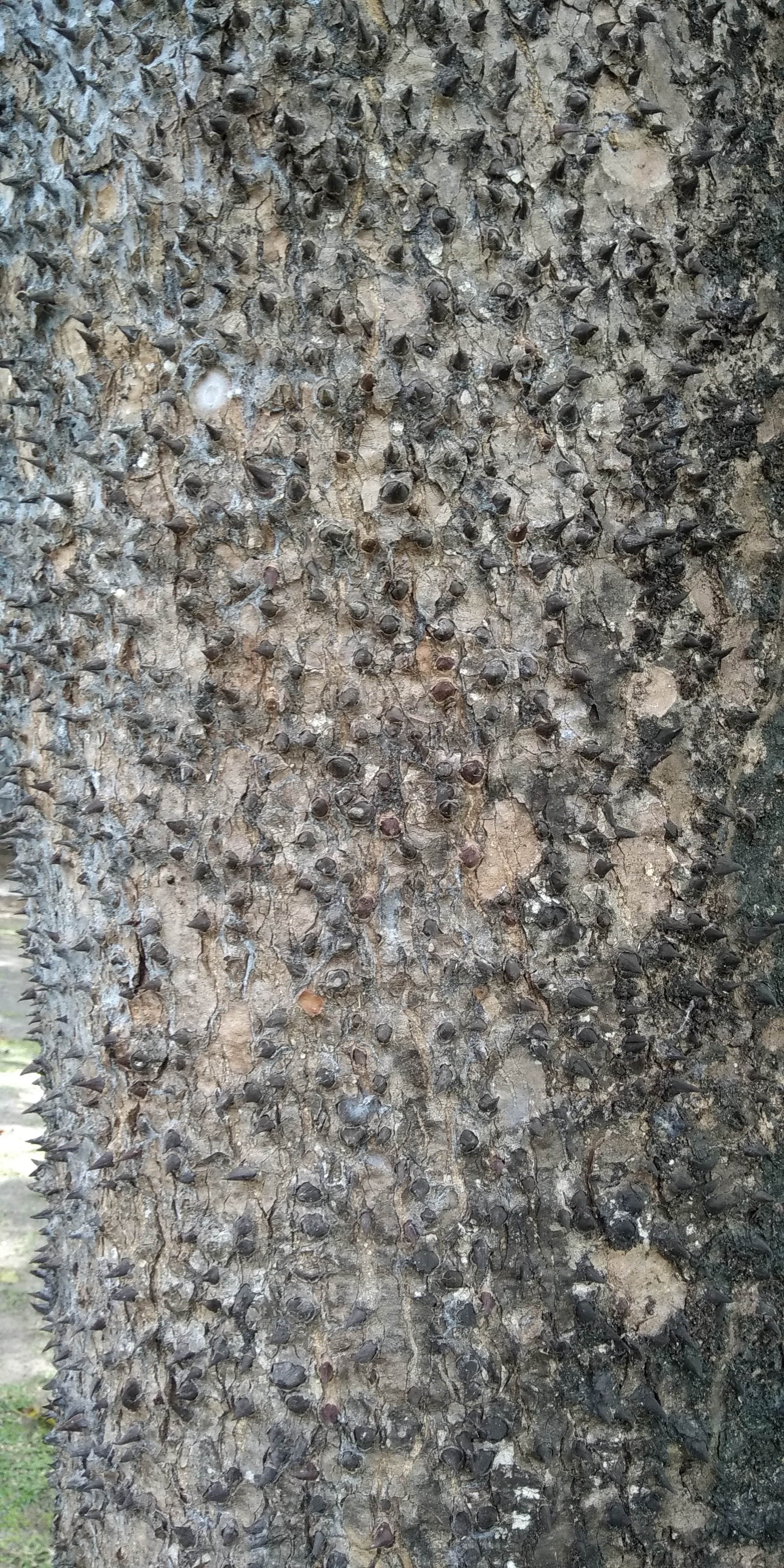
Tronc épineux.
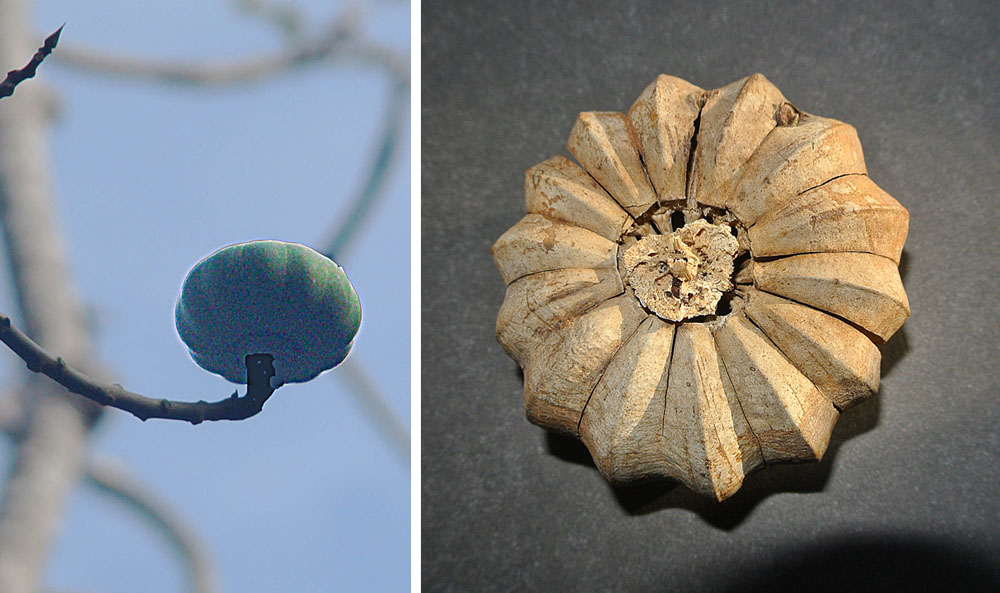
Détail des fruits.
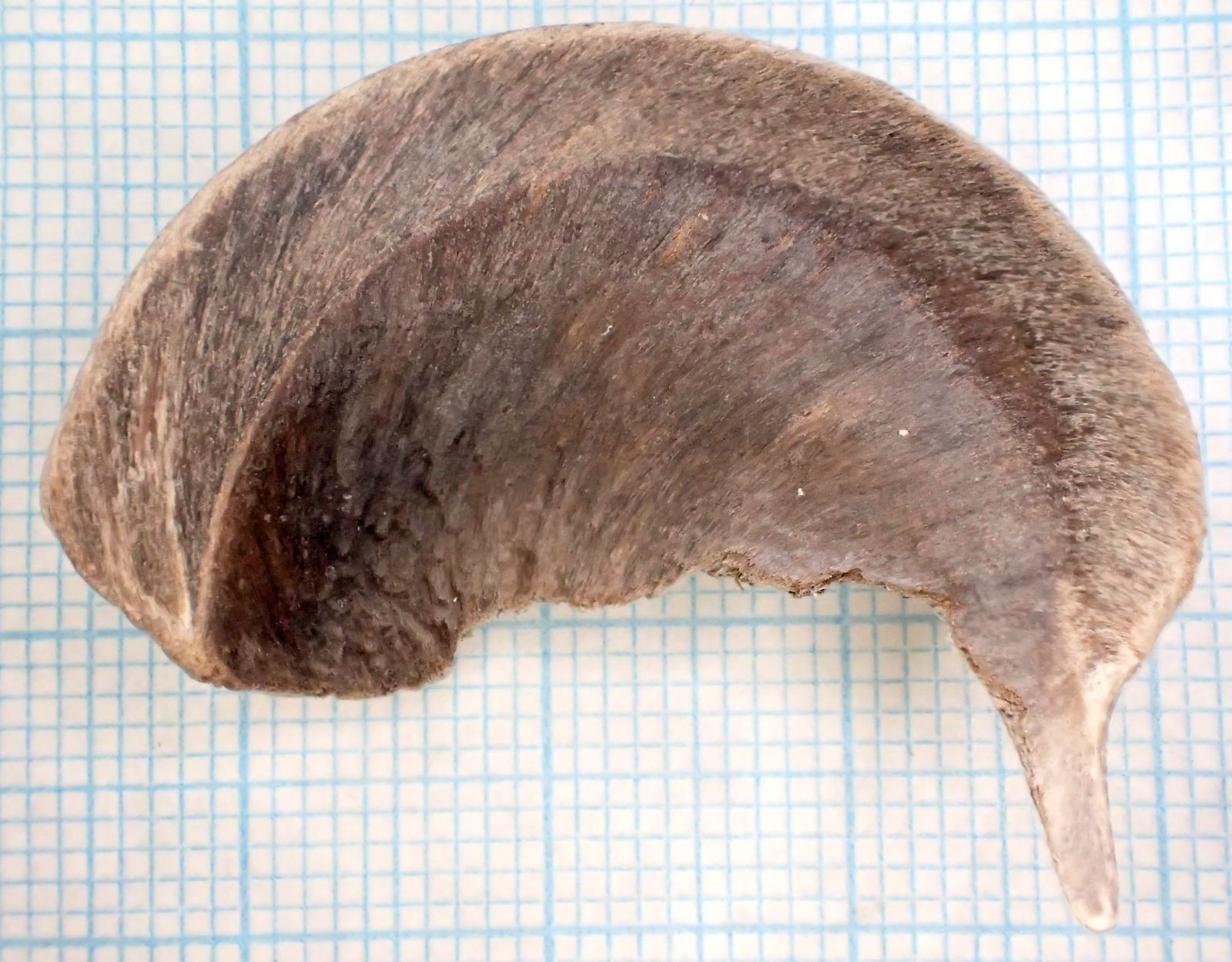
Carpelle.